# 小滝峠
小滝峠（こたきとうげ）は、山形県上山市、南陽市、西置賜郡白鷹町とを結ぶ峠である。
小滝峠は白鷹山の南側を通る峠で現在は国道348号が通っており、山形県村山地方と西置賜地方を結ぶ重要な道となっている。この峠はヘアピンカーブが続き、大型車は通行止めとなっていた。このため、山形市と長井市の行き来は山形県道17号山形白鷹線や国道13号を迂回していたが、1992年に白鷹トンネル、境小滝トンネル、棚林トンネルが開通し、大型車も通行可能となった。これにより長井山形間の時間が短縮され、また南陽市へのアクセスも良くなった。通勤通学、輸送トラックなどが通るため比較的交通量は多い。冬季は2mほどの積雪に見舞われ、たびたびスリップ事故が起きている為注意が必要である。このような経緯から2017年12月より最高速度が60km/hから50km/hに引き下げられ、全区間で追い越し禁止となった。
また山交バスが山形〜長井間の路線バスを1日8往復（土日祝日6往復）運行している。
地図上では境小滝トンネルのある上山市と南陽市の間の峠を小滝峠（標高：550m）、白鷹トンネルのある南陽市と白鷹町の間の峠を小滝越（標高：630m）として区別している。名称は南陽市にある小滝集落に由来し、この集落は前述の小滝峠と小滝越の間に位置している。

## トンネル
- 境小滝トンネル（1,248m）
- 白鷹トンネル（1,003.5m）
- 棚林トンネル（192m）